# 아날로그 사이언스 픽션 앤드 팩트

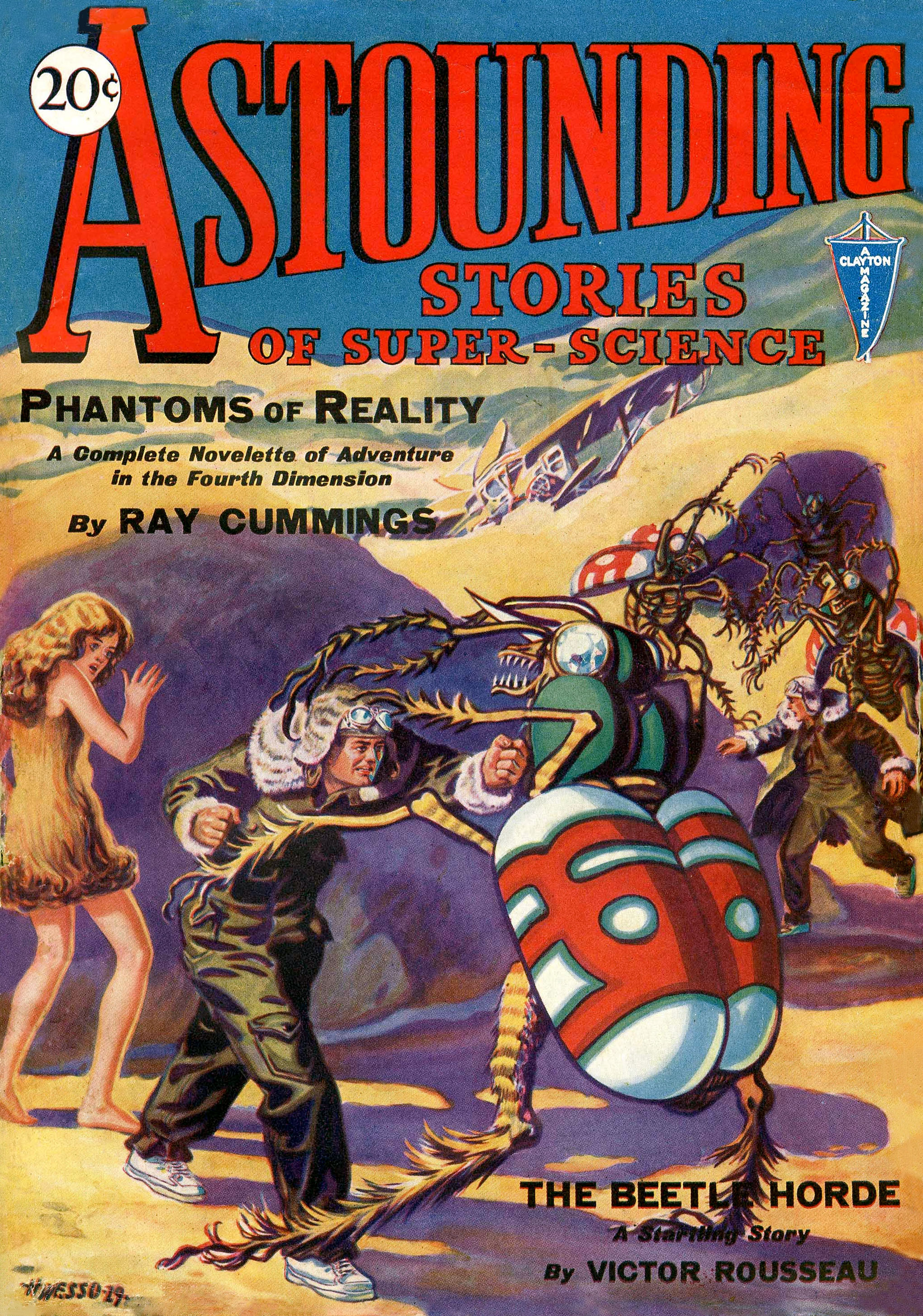
아날로그 사이언스 픽션 앤드 팩트 제1판. 1930년 1월 발행.

아날로그 사이언스 픽션 앤드 팩트(Analog Science Fiction and Fact)는 미국의 SF 잡지이다. 이 분야에서 가장 오래된 잡지로, 미국에서 1930년 어스타운딩 스토리스(Astounding Stories)라는 이름으로 창간하였으며, 펄프 잡지의 하나였다. 그 후에도 몇 차례 이름이 변경되었으며, 1938년에는 어스타운딩 사이언스 픽션(Astounding Science-Fiction), 1960년에는 아날로그 사이언스 팩트 & 픽션(Analog Science Fact & Fiction)이라는 이름으로 변경되었다. 1992년 11월 현재의 이름으로 바뀌었다.